# Contea di Barby
La contea di Barby era uno stato tedesco dell'area della Sassonia, originariamente proprietà della famiglia dei conti di Arnstein.

## Storia
I conti di Arnstein discendevano da Walther III von Arnstein (c. 1150 - d. 1196), il quale era imparentato con la dinastia degli Ascanidi attraverso sua moglie, Gertrude di Ballenstedt, ed ottenne per sé il governo dell'area attorno al castello di Barby, attorno alla fine del XII secolo. Prima di lui l'area era nelle mani dei conti Barby zu Barby che però non erano imparentati con gli Arnstein.
La spartizione dei domini paterni avvenne tra Alberto I (c.1177-d.1259) e Walther IV (c.1180-d.1259). Alberto ottenne il governo di Barby e nel 1226 la contea ottenne riconoscimento ufficiale con questo nome.
Vi fu una contessa di Barby che giocò un importante ruolo nella leggenda delle Stammmutter del castello di Randau come prigioniera durante la distruzione dello stesso castello nel 1297.
L'ultimo discendente di questa famiglia dei conti di Barby fu Augusto Ludovico. Nato il 3 agosto 1639 al castello di Rosenburg egli era l'unico figlio del Conte Alberto Federico e morì all'età di vent'anni a Wolfenbüttel, venendo sepolto il 13 maggio 1660 nella chiesa di San Giovanni di Barby.
Sua sorella Emilia Giuliana (1637-1706), sposò il conte Alberto Antonio di Schwarzburg-Rudolstadt, che fu per la sua epoca un apprezzato compositore di musiche da chiesa.
Già al tempo di Augusto Ludovico, la reggenza della contea era detenuta da Augusto di Sassonia-Weissenfels il quale governava in suo nome dal momento che Augusto Ludovico era ancora minorenne. Alla morte di questi nel 1659, però, Augusto di Sassonia-Weissenfels ne ottenne la reggenza per sé e per i propri discendenti.
Suo figlio Enrico darà quindi vita alla casata dei Sassonia-Weissenfels-Barby che però si estinguerà già col figlio di questi, Giorgio Alberto il quale morirà senza eredi e la contea verrà ereditata dall'Elettorato di Sassonia ed accorpata alle già esistenti entità statali.

## Il castello di Barby e le tombe nel monastero dei francescani
Il castello di Barby (che sorgeva nel luogo ove attualmente si trova il castello barocco con il medesimo nome) assieme al locale monastero dei francescani (con annessa cappella gentilizia per i reggenti della contea) venne costruito nel XIII secolo con l'intento di fare del piccolo villaggio di Barby il centro dell'amministrazione di quelle terre, avvalendosi del fatto che nel 1497 l'area aveva ottenuto il privilegio di contea del Sacro Romano Impero.
Come si è detto, il locale monastero dei francescani di Barby conserva anche la cappella di famiglia dei reggenti della contea. La chiesa del monastero venne costruita tra il 1264 ed il 1271. Dopo un fuoco che la distrusse, venne ricostruita tra il 1370 ed il 1381, con l'aiuto del conte Günther IV di Barby († 1404) che apportò delle cospicue donazioni per la costruzione dell'edificio, con la facoltà di poter prescegliere la chiesa a luogo di sepoltura per i membri della propria famiglia.

## Stemma
I conti di Barby avevano uno stemma che consisteva in un'aquila d'argento, motivo ricorrente anche presso i conti di Mansfeld.